# Neue Zeit (СССР)
Neue Zeit (Нойе Цайт, в переводе с немецкого — «Новое время») — газета на немецком языке, издававшаяся для немецкого населения Калининградской области в 1947—1948 годах.
Областная немецкоязычная газета «Новое время» издавалась обкомом Калининградской области с конца июня 1947 года. По тематике газета не отличалась от остальных советских газет того времени. Каждый номер газеты содержал передовую статью на актуальную тему, а также статьи о восстановлении и развитии промышленности и хозяйства области, восстановлении жилья и т. п. В газете также публиковались официальные материалы.
Газета выходила два раза в неделю. Она печаталась на одном листе с двух сторон.
В редакции газеты работало десять сотрудников, в том числе четыре немца. В типографии газеты работали немцы.
Газета перестала издаваться в октябре 1948 года в связи с выселением немцев из Калининградской области. На базе «Нового времени» была создана газета «Калининградский комсомолец».